# Malomfalva
Malomfalva (románul Morești, korábban Malomfalău, németül Mühlendorf) falu Romániában Maros megyében.

## Fekvése
A falu Marosvásárhelytől 12 km-re délnyugatra, a Maros jobb partján a Szénafű-patak torkolatánál fekszik.

## Története
Területe ősidők óta lakott. Határában bronzkori temetőt, római leleteket, gepida települést és egy 12. századi erődítmény maradványait tárták fel.
A faluban br. Kemény Domonkosnak kastélya volt, melyről kevés adat maradt fenn. Itt volt a gyergyói tutajosok egyik kikötője.
Határa épületkőben gazdag és salétromot is találtak itt.
1910-ben 621 lakosából 406 román, 114 cigány és 10 magyar volt.
A trianoni békeszerződésig Maros-Torda vármegye Marosi alsó járásához tartozott.
1992-ben 362 lakosából 174 cigány, 145 román és 43 magyar volt. A falunak ortodox fatemploma van.